# Will Richter
Will Richter (* 20. Juli 1910 in München; † 30. Dezember 1984 in Göttingen) war ein deutscher Klassischer Philologe.

## Leben
Richter verbrachte seine Jugend in Traunstein und besuchte das Gymnasium in Speyer. Nach dem Abitur 1929 studierte er Klassische Philologie, Deutsche Philologie und Geschichte an den Universitäten München, Wien und Innsbruck. Zu seinen Lehrern zählten Eduard Schwartz, Johannes Stroux und Heinrich Gomperz. 1933 legte er in München das Erste Staatsexamen für das Lehramt ab, das Zweite 1934 am Münchner Maximilians-Gymnasium. Anschließend arbeitete er zunächst als Stipendiat der Notgemeinschaft der Deutschen Wissenschaft am Thesaurus Linguae Latinae, später als Lehrer in Garmisch-Partenkirchen und Amberg. Während dieser Zeit schrieb er seine Dissertation Lucius Annaeus Seneca: Das Problem der Bildung in seiner Philosophie, mit der er 1939 promoviert wurde.
Bei Ausbruch des Zweiten Weltkriegs wurde Richter 1939 als Soldat eingezogen. 1945 geriet er in Kriegsgefangenschaft, aus der er 1947 freikam und als Lehrer nach Remscheid ging. 1953 ging er als Schulleiter an das Lessing-Gymnasium in Frankfurt am Main. Mit dem Ruf an die Universität Göttingen (1958) erreichte seine Laufbahn ihren Höhepunkt. Im akademischen Jahr 1964/65 war er Dekan der Philosophischen Fakultät, deren Vertretung als Delegierter beim Philosophischen Fakultätentag er von 1964 bis 1970 und als Vorsitzender des Fakultätentages von 1970 bis 1973 übernahm. Nach seiner Emeritierung 1975 (sein Nachfolger auf dem Lehrstuhl war Ulrich Schindel) wurde Richter Mitglied des Gründungssenats der Universität Bayreuth, dem er bis zu seinem Tod angehörte. Nebenbei hatte Richter zahlreiche Ehrenämter inne, unter anderem den stellvertretenden Vorsitz des Prüfungsamtes Göttingen, den Vorsitz der Prüfungskommission der Europäischen Schulen in Luxemburg und Brüssel und von 1969 bis 1970 Vorsitzender des Deutschen Altphilologenverbandes.

## Werk
Richter betätigte sich auf zahlreichen Gebieten der klassischen Philologie: Er verfasste einen Kommentar zu Vergils Georgica, übersetzte Horaz und Columella und gab kritische Editionen der Werke des Columella und Petrus de Crescentiis heraus. Er schrieb auch zahlreiche Artikel für Paulys Realencyclopädie der classischen Altertumswissenschaft und den Kleinen Pauly.
Zu den Gegenständen seiner Arbeit zählten neben einer breiten Spannweite der lateinischen Literatur auch griechische Autoren (Homer, Sophokles, Musaios und Menander). Er beschäftigte sich mit unterschiedlichen Fragestellungen zu antiker Bildung und Philosophie, Wissenschaftsgeschichte, der gesellschaftlichen Stellung der antiken Literatur, Überlieferungs- und Wirkungsgeschichte, zu textkritischen, interpretatorischen, Datierungs- und Verfasserfragen.
Neben seinen vielfältigen Forschungsgebieten war Richter der größte Fachmann seiner Zeit für die antike Landwirtschaft.